# 1895-ös műkorcsolya- és jégtánc-Európa-bajnokság
Az 1895-ös műkorcsolya- és jégtánc-Európa-bajnokság volt a verseny ötödik kiírása. A versenyt 1895. január 26-án rendezték meg Magyarországon, Budapesten.

## Végeredmény
| #  | Név            | Ország          | Pontok |
| -- | -------------- | --------------- | ------ |
| 1  | Földváry Tibor | Magyarország    | 6      |
| 2  | Gustav Hügel   | Ausztria        | 11     |
| 3  | Gilbert Fuchs  | Német Birodalom | 13     |
| VL | Dezső Artúr    | Magyarország    | -      |

## Bírók
- Ehrlich J.
- E. Holletschek
- Eduard Engelmann Jr.
- Carl Fillunger
- H. von Haslmayer